# Fries dammen
Fries dammen is een variant van het damspel die vooral in Friesland wordt gespeeld. Het wordt gespeeld op een internationaal dambord met als afwijkende regel dat ook horizontaal en verticaal slaan toegestaan is.
Op 25 augustus 2024 werd Marten Walinga in Harlingen voor de derde maal wereldkampioen Fries dammen.

## Geschiedenis
Deze damvariant was in de 18e eeuw al in Frankrijk bekend onder de naam Babylonisch damspel. In Nederland werd het in het begin van de 18e eeuw gespeeld onder de naam Molkwerums dammen. Een verwijzing naar de plaats Molkwerum dat bekend stond als het Friese Doolhof. Fries dammen was in Zweden en Denemarken bekend onder de namen Makvaer en Maquern, namen die zijn afgeleid van de toenmalige uitspraak van de naam van het dorpje Molkwerum, en dan volgens de Scandinavische conventies gespeld. De huidige Friese naam voor Molkwerum is Molkwar.
In Friesland werd in de 19e eeuw alleen Fries gedamd. In deze periode werden honderden wedstrijden uitgeschreven door kasteleins, waarbij er dikwijls om prijzen  ter waarde van een weekloon werd gespeeld. De Dambond Fries Spel werd in 1932 opgericht, en vanaf dat moment werd er georganiseerd gespeeld met club- en persoonlijke kampioenschappen.
Sinds 2009 wordt in Franeker het 'Grutmastertoernoai' gespeeld, inmiddels uitgegroeid tot het 'Fryslân Open'. In 2017 speelde onder andere de wereldkampioen snelschaken Vasyl Ivantsjoek uit Oekraïne mee. Hij noemde dit toernooi een van zijn mooiste in zijn loopbaan.
Er is ook een nieuwe wedstrijdvariant van het Fries dammen: FRYSK!. Deze variant kent dezelfde spelregels, echter de beginstand is met vijf schijven op de basislijn per speler. Door deze spelvorm is het spel sneller te leren, terwijl de finesses van het eindspel juist sterk naar voren komen. Ook deze eenvoudige variant levert slechts weinig remises op.
Het Fries dammen is een van de kenmerkende Friese sporten, zoals ook het kaatsen, fierljeppen en het skûtsjesilen.
De Werelddambond FMJD (World Draughts Federation) heeft in het Fries Dammen in 2017 erkend als internationale wedstrijdsport. Deze erkenning geldt zowel het klassieke spel als de nieuwe variant FRYSK!
In februari 2025 werden voor het eerst de eretitels van Meester en Grootmeester van het Friese damspel uitgereikt. Zeven spelers werden geëerd met een (Groot)Meestertitel. Om titels uit te kunnen reiken, zijn er voldoende toernooien nodig om punten te halen. De uitreiking laat dus zien dat de sport groeit.

## Speelwijze
De afwijkende slagregels, die ook horizontaal en verticaal slaan voorschrijven, maken de Friese variant voor de doorsnee dammer in het begin verwarrend en ook ingewikkeld. Vaak wordt daarom aangenomen, dat deze ‘afwijkende’ variant op één of andere vreemde wijze in Friesland is ontstaan. Toch komt juist deze variant nog het dichtst bij de voorlopers van het damspel die werden gespeeld op een lijnenbord, waarbij dus niet wordt gespeeld op velden, maar op kruispunten van lijnen. Het bekendste spel op een dergelijk lijnenbord is Alquerque. Ook in dat spel wordt in acht richtingen geslagen. Het Alquerque is weer sterk verwant met de varianten Zamma en Kharbaga, spelvormen die veel op Fries dammen lijken.

## Grootmeesters
- Marten Walinga
- Taeke Kooistra
- Jelle Wiersma